# Pseudocentrum hoffmannii
Pseudocentrum hoffmannii är en orkidéart som först beskrevs av Heinrich Gustav Reichenbach, och fick sitt nu gällande namn av Heinrich Gustav Reichenbach. Pseudocentrum hoffmannii ingår i släktet Pseudocentrum och familjen orkidéer. Inga underarter finns listade i Catalogue of Life.